# 门德索尔县
门德索尔县（Mandsaur district）是印度中央邦的一個縣，位於該國中部，面積9,791平方公里，海拔高度786米，識字率為72.75%，2011年人口1,339,832，人口密度每平方公里137人。

## 外部連結
- Mandsaur District web site （页面存档备份，存于）
- List of places in Mandsaur

24°04′21″N 75°04′05″E / 24.072617°N 75.067944°E